# Budapest Wolves 2021
Questa voce raccoglie le informazioni riguardanti i Budapest Wolves nelle competizioni ufficiali della stagione 2021.

## Prima squadra

### Hungarian Football League 2021

#### Stagione regolare

##### Prima fase
| Nyúl 15 maggio 2021 2ª giornata | Győr Sharks | 35 – 28 (0-21, 14-0, 14-0, 7-7) | Budapest Wolves |  |

| Budapest 22 maggio 2021 Recupero 1ª giornata | Budapest Wolves | 30 – 13 (3-0, 9-13, 7-0, 11-0) | Budapest Cowbells | Stadio Tichy |

| Székesfehérvár 5 giugno 2021 3ª giornata | Fehérvár Enthroners | 26 – 0 (6-0, 12-0, 0-0, 8-0) | Budapest Wolves | First Field |

##### Seconda fase
| Budapest 19 giugno 2021 Turno 2 | Budapest Wolves | 25 – 7 (0-0 7-7 8-0 10-0) | Győr Sharks |  |

| Budapest 26 giugno 2021 Turno 3 | Budapest Wolves | - – - (annullata) | Fehérvár Enthroners |  |

#### Playoff
| Székesfehérvár 10 luglio 2021 Hungarian Bowl | Fehérvár Enthroners | 7 – 18 | Budapest Wolves | First Field |

### Statistiche di squadra
| Competizione      | %Vittorie | In casa | In casa | In casa | In casa | In casa | In casa | In trasferta | In trasferta | In trasferta | In trasferta | In trasferta | In trasferta | Totale | Totale | Totale | Totale | Totale | Totale |
| Competizione      | %Vittorie | G       | V       | N       | P       | Pf      | Ps      | G            | V            | N            | P            | Pf           | Ps           | G      | V      | N      | P      | Pf     | Ps     |
| ----------------- | --------- | ------- | ------- | ------- | ------- | ------- | ------- | ------------ | ------------ | ------------ | ------------ | ------------ | ------------ | ------ | ------ | ------ | ------ | ------ | ------ |
| Stagione regolare | .500      | 2       | 2       | 0       | 0       | 55      | 20      | 2            | 0            | 0            | 2            | 28           | 61           | 4      | 2      | 0      | 2      | 83     | 81     |
| Playoff           | 1.000     | 0       | 0       | 0       | 0       | 0       | 0       | 1            | 1            | 0            | 0            | 18           | 7            | 1      | 1      | 0      | 0      | 18     | 7      |
| Totale            | .600      | 2       | 2       | 0       | 0       | 55      | 20      | 3            | 1            | 0            | 2            | 46           | 68           | 5      | 3      | 0      | 2      | 101    | 88     |

## Seconda squadra

### Divízió II 2021

#### Stagione regolare
| 1º maggio 2021 2ª giornata | Tatabánya Mustangs | 21 – 29 | Budapest Wolves 2 |  |

| 16 maggio 2021 4ª giornata | Diósd Saints | 6 – 28 | Budapest Wolves 2 |  |

| 29 maggio 2021 6ª giornata | Pécs Legioners | 16 – 23 | Budapest Wolves 2 |  |

| 13 giugno 2021 8ª giornata | Budapest Wolves 2 | 47 – 23 | Fehérvár Enthroners 2 |  |

| 27 giugno 2021 10ª giornata | Budapest Wolves 2 | 20 – 0 (a tavolino) | Kaposvár-Taszár Hornets |  |

#### Playoff
| 18 luglio 2021 Semifinale | Budapest Wolves 2 | 26 – 3 | Újpest Bulldogs |  |

| 31 luglio 2021 Duna Bowl | Budapest Wolves 2 | 34 – 14 | Tatabánya Mustangs |  |

### Statistiche di squadra
| Competizione      | %Vittorie | In casa | In casa | In casa | In casa | In casa | In casa | In trasferta | In trasferta | In trasferta | In trasferta | In trasferta | In trasferta | Totale | Totale | Totale | Totale | Totale | Totale |
| Competizione      | %Vittorie | G       | V       | N       | P       | Pf      | Ps      | G            | V            | N            | P            | Pf           | Ps           | G      | V      | N      | P      | Pf     | Ps     |
| ----------------- | --------- | ------- | ------- | ------- | ------- | ------- | ------- | ------------ | ------------ | ------------ | ------------ | ------------ | ------------ | ------ | ------ | ------ | ------ | ------ | ------ |
| Stagione regolare | 1.000     | 2       | 2       | 0       | 0       | 67      | 23      | 3            | 3            | 0            | 0            | 80           | 43           | 5      | 5      | 0      | 0      | 147    | 66     |
| Playoff           | 1.000     | 2       | 2       | 0       | 0       | 60      | 17      | 0            | 0            | 0            | 0            | 0            | 0            | 2      | 2      | 0      | 0      | 60     | 17     |
| Totale            | 1.000     | 4       | 4       | 0       | 0       | 127     | 40      | 3            | 3            | 0            | 0            | 80           | 43           | 7      | 7      | 0      | 0      | 207    | 83     |